# Guérin de Laure
 (septembre 2022).
Pour les articles homonymes, voir Laure.
Guérin ou Girin Laure, né au XVe siècle et mort en 1513, est un bénédictin français, trente-cinquième abbé du Mont Saint-Michel, de 1510 à 1513. Il était fils de Girin Laure, seigneur de Veyssilieu (mandement de Crémieu) et de Marguerite de Bathernay, sœur de Imbert de Bathernay, sieur du Bouchage. Il est ainsi frère du pénultième abbé André Laure. En 1488, Girin est dit prieur de Pontorson dans le testament de son père.
L’ambitieuse avidité à laquelle les ordres monastiques étaient alors en proie au début du XVe siècle fut vivement excitée par la richesse du bénéfice du Mont Saint-Michel, et suscita d’ardents rivaux. Girin Laure, moine profès en ce cloître dès 1484, sentit que son élection était compromise par l’absence du comte du Bouchage, et la nécessité, pour neutraliser les intrigues de ses concurrents, d’appuyer sa candidature par l’autorité des recommandations les plus influentes.
Il se rendit aussitôt à Blois, où se trouvait alors Louis XII, et revint immédiatement au monastère avec des lettres de ce prince, adressées en sa faveur au couvent et au sieur du Marmays, lieutenant de la place. Cette intervention du souverain, et l’influence du comte du Bouhage lui-même, assurèrent à Girin Laure le bâton pastoral, qui lui était si vivement disputé. Il se démit des prieurés de Saint-Broladre et de Saint-Germain-sur-E, ainsi que du titre d’aumônier du monastère, pour revêtir la dignité abbatiale.
Les religieux de l’abbaye de Lessay, dont la mort de leur commendataire, Jean Vollin, prêtre et protonotaire apostolique, venait de rendre la supériorité vacante, l’avaient élu, quelques jours auparavant, leur abbé. Retiré, pendant sa courte administration, dans le manoir de Brion, « où, dit le chroniqueur, il prenait ses divertissements », il jouit, dans un insoucieux loisir, des opulents revenus de sa double prélature, et mourut sans avoir donné à ses religieux d’autres témoignages de son affection que des assurances verbales de l’excellence de ses intentions. Son écu était semblable à celui de son frère, d'or au chef de vair d'argent et gueules de deux tires. 

## Sources
- Fulgence Girard, Histoire géologique, archéologique et pittoresque du Mont Saint-Michel au péril de la mer, Avranches, E. Tostain, 1843, 376 p. (lire en ligne), p. 257-259
- « Testament de Girin Laure » (1488). Fonds : Morin Pons; Cote : Ms MP Dauph. 219. Bibliothèque municipale de Lyon.